# Benny Blanco
Pour les articles homonymes, voir Blanco.
Benjamin Joseph Levin, né le 8 mars 1988, plus connu sous le pseudonyme Benny Blanco, est un auteur-compositeur et producteur de musique américain originaire du comté de Fairfax en Virginie. Il a participé à l'écriture et à la production du titre Tik Tok qui a popularisé la chanteuse Kesha ainsi que I Kissed a Girl, California Gurls, Teenage Dream de Katy Perry, Dynamite de Taio Cruz, Circus et Femme Fatale de Britney Spears, She Doesn't Mind de Sean Paul ou encore Love Yourself de Justin Bieber.

## Biographie

### Carrière
Fin juillet 2013, Benny a été amené à travailler à la réalisation du premier album du groupe pop R&B, Rixton, à New-York.
Benny travaille avec Becky Bolton, Chris Sclafani (ingénieur d'enregistrement), Scott Yarmovsky (manager) et son frère Jeremy Levin (manager).
Son pseudonyme est probablement inspiré du personnage du même nom joué par John Leguizamo dans le film L'impasse de Brian de Palma sorti en 1993.

### Vie privée
Depuis juin 2023, il est en couple avec Selena Gomez. Après de nombreuses rumeurs, la chanteuse officialise leur couple sur Instagram en répondant à un post spéculant sur leur relation, elle a ensuite posté plusieurs clichés dans sa story. Ils se sont fiancés le 11 décembre 2024.

## Discographie

### Albums
- 2018 : Friends Keep Secrets
- 2021 : Friends Keep Secrets 2
- 2025 : I Said I Love You First avec Selena Gomez

### Comme artiste principal
- 2018 : Eastside (feat. Khalid et Halsey)
- 2018 : Better to Lie (en) (with Jesse & Swae Lee)
- 2018 : Roses (with Juice Wrld & Brendon Urie)
- 2018 : I Found You (with Calvin Harris)
- 2019 : I Can't Get Enough (en) (feat. Tainy, Selena Gomez et J. Balvin)
- 2019 : Graduation (feat. Juice Wrld)
- 2020 : Lonely (feat. Justin Bieber)
- 2020 : Real Shit (en) (feat. Juice Wrld)
- 2022 : Bad Decisions (en) (feat. BTS, Snoop Dogg)
- 2024 : Lock/unlock (en) (feat. J-hope, Nile Rogers)
- 2025 : Call Me When You Break Up (Selena Gomez et Gracie Abrams)

### En tant que producteur
- I Kissed a Girl de Katy Perry (2008)
- Circus de Britney Spears (2008)
- Tik Tok de Kesha (2009)
- Dynamite de Taio Cruz (2009)
- California Gurls de Katy Perry (2010)
- Teenage Dream de Katy Perry (2010)
- No Sleep de Wiz Khalifa (2011)
- She Doesn't Mind de Sean Paul (2011)
- Diamonds de Rihanna (2012)
- Missed Calls de Mac Miller (2012)
- Me And My Broken Heart de Rixton (2014)
- Wait On Me de Rixton (2014)
- Maps de Maroon 5 (2014)
- Why Try de Ariana Grande (2014)
- Be My Baby de Ariana Grande (2014)
- Faith de Stevie Wonder en collaboration avec Ariana Grande (2016)
- Castle on the Hill de Ed Sheeran (2017) - Coproduit avec Ed Sheeran[Album musical 1]
- Dive de Ed Sheeran (2017) - Coproduit avec Ed Sheeran[Album musical 1]
- Happier de Ed Sheeran (2017) - Coproduit avec Ed Sheeran et Ryan Tedder[Album musical 1]
- Supermarket Flowers de Ed Sheeran (2017) - Coproduit avec Ed Sheeran et Johnny McDaid[Album musical 1]
- Ye de Kanye West (2018)
- I Found You de Calvin Harris (2018) - Coproduit avec Calvin Harris[2]
- Freaky Friday, de Lil Dicky feat. Chris Brown (2018).